# Väddstekel
Väddstekel (Abia sericea) är en stekelart som först beskrevs av Carl von Linné 1767.  Väddstekel ingår i släktet Abia, och familjen klubbhornsteklar. Enligt den finländska rödlistan är arten akut hotad i Finland. Arten är reproducerande i Sverige. Artens livsmiljö är torra gräsmarker.

## Bildgalleri

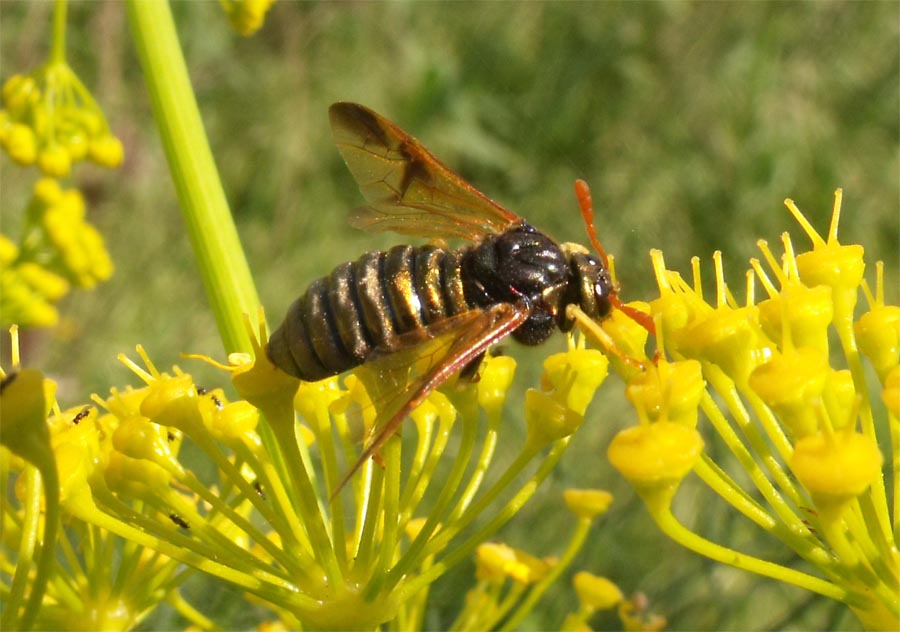
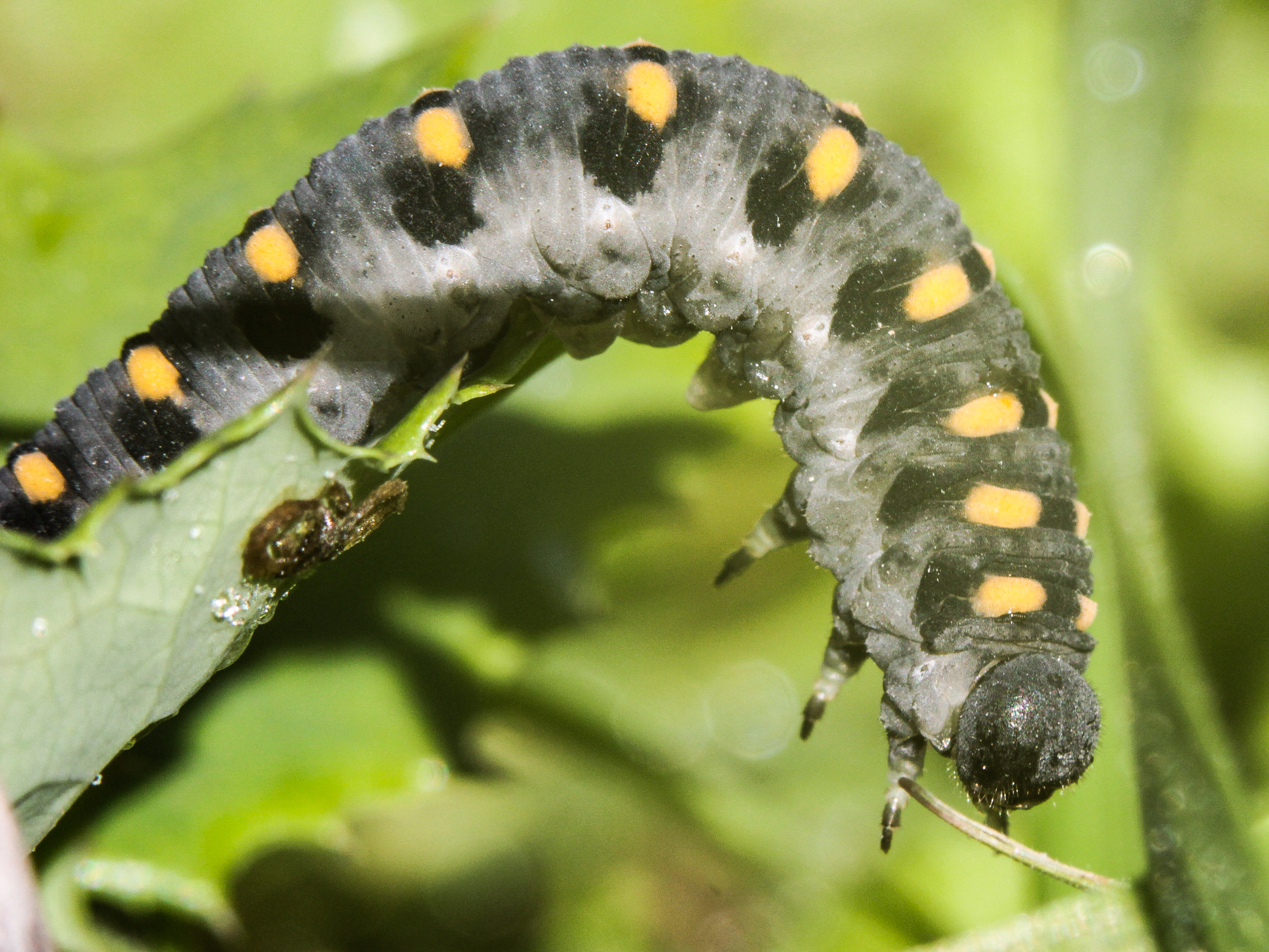